# Emanuel Mokelki
Emanuel Mokelki (* 1896 in München bei Odessa, Russisches Kaiserreich; † 3. Oktober 1937 in Smolensk, Sowjetunion) war ein russlanddeutscher römisch-katholischer Geistlicher und Märtyrer.

## Leben
Emanuel Mokelki wuchs im Bistum Tiraspol auf. Er studierte Theologie am Priesterseminar Saratow sowie am Priesterseminar Odessa und wurde 1921 zum Priester geweiht. Die Stationen seines Wirkens waren: Rastadt, Rektor des Priesterseminars Landau, 1923 Pfarrer in Kostheim (Molotschna), 1928 Pfarrer in Grüntal (Molotschna). 1930 wurde er in Melitopol verhaftet und für 3 Jahre nach Jakutsk verbannt. Ab 1933 wohnte er bei Donezk, ab Dezember 1936 in Smolensk. Dort wurde er im September 1937 neuerdings verhaftet und im Oktober hingerichtet.

## Gedenken
Die Römisch-katholische Kirche in Deutschland nahm Pfarrer Emanuel Mokelki als Märtyrer in das deutsche Martyrologium des 20. Jahrhunderts auf.